# El Chabacano, Naucalpan de Juárez
El Chabacano är en ort i Mexiko, tillhörande Naucalpan de Juárez kommun i delstaten Mexiko. El Chabacano ligger i den centrala delen av landet och tillhör Mexico Citys storstadsområde. Orten hade 281 invånare vid folkmätningen 2010. 2020 hade befolkningen ökat till 405 personer.